# Sinait
Sinait è una municipalità di terza classe delle Filippine, situata nella provincia di Ilocos Sur, nella regione di Ilocos.
Sinait è formata da 44 baranggay:
- Aguing
- Baliw
- Ballaigui (Pob.)
- Baracbac
- Barikir
- Battog
- Binacud
- Cabangtalan
- Cabarambanan
- Cabulalaan
- Cadanglaan
- Calanutian
- Calingayan
- Curtin
- Dadalaquiten Norte

- Dadalaquiten Sur
- Dean Leopoldo Yabes (Pug-os)
- Duyayyat
- Jordan
- Katipunan
- Macabiag (Pob.)
- Magsaysay
- Marnay
- Masadag
- Nagbalioartian
- Nagcullooban
- Nagongburan
- Namnama (Pob.)
- Pacis

- Paratong
- Purag
- Quibit-quibit
- Quimmallogong
- Rang-ay (Pob.)
- Ricudo
- Sabañgan (Marcos)
- Sallacapo
- Santa Cruz
- Sapriana
- Tapao
- Teppeng
- Tubigay
- Ubbog
- Zapat